# Cothornobata grallina
Cothornobata grallina är en tvåvingeart som beskrevs av Mcalpine 1998. Cothornobata grallina ingår i släktet Cothornobata och familjen skridflugor. Inga underarter finns listade i Catalogue of Life.